# Fuerzas Policiales de Argentina

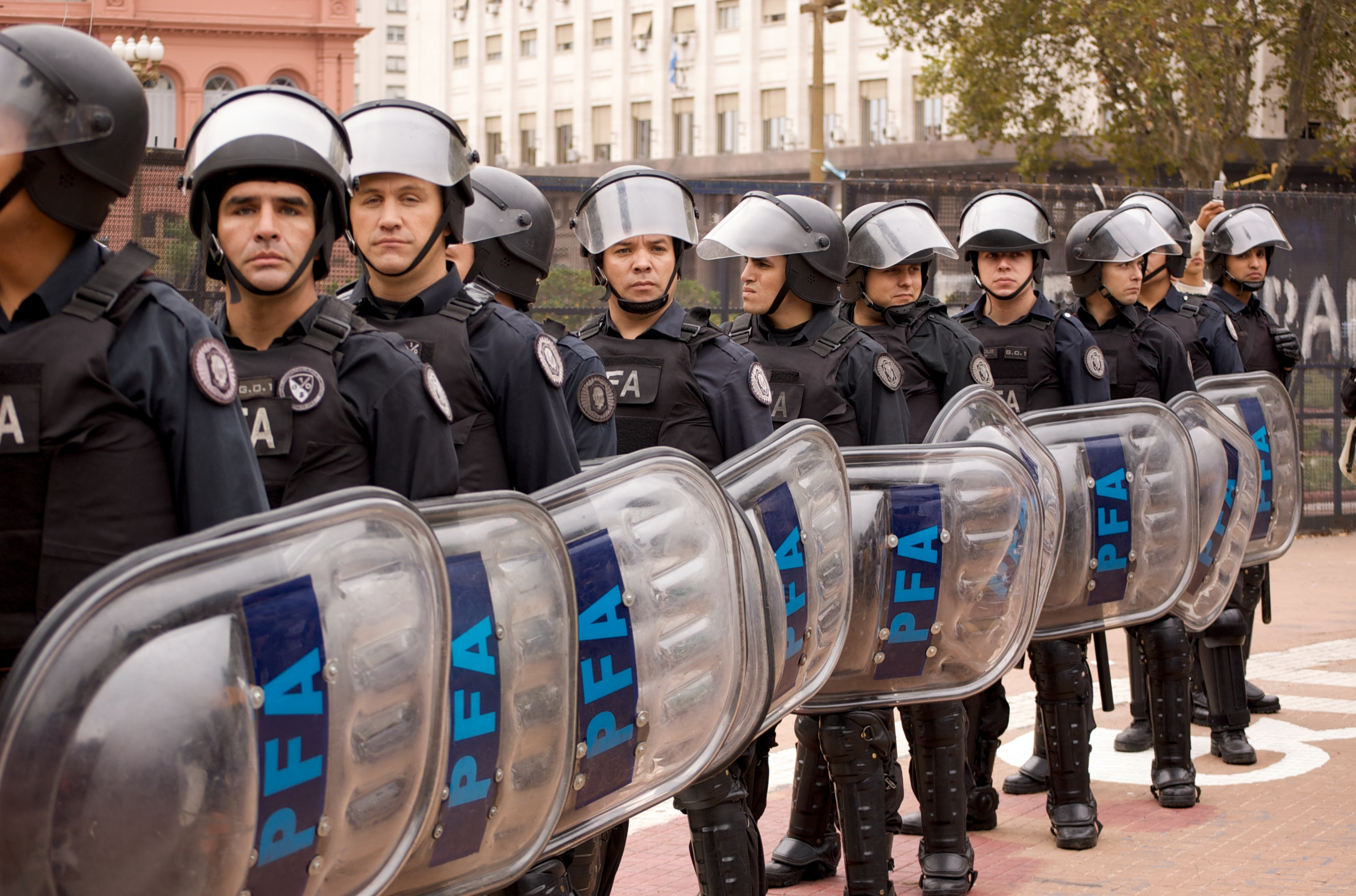
Agentes federales durante la 2008 Linterna Olímpica Relé en Buenos Aires.

En Argentina existe una policía en cada provincia, debido a la organización federal del país y sólo la Policía Federal (PFA) tiene jurisdicción en todo el territorio nacional.
La Seguridad Nacional es responsabilidad también de más fuerzas de seguridad federales como la Gendarmería Nacional que custodia las fronteras, reglamentados en la ley 19.359 y la Prefectura Naval Argentina (PNA) que es la Policía Naval y única Autoridad Marítima de la Nación, encargados de la custodia y protección del territorio marítimo Nacional y componente del sistema de seguridad y defensa de la Nación- reglamentados en la ley 18.398. El Servicio Nacional de Bomberos, su principal función es la extinción de incendios de cualquier clase, salvaguardar la vida y bienes en todo el territorio Nacional, como así también mantener el orden y la paz como autoridad policial con jurisdicción en todo el territorio Argentino, reglamentados en la ley 25.054. La Policía de Seguridad Aeroportuaria encargados del control inmigratorio como emigratorio de todo el territorio Nacional, reglamentados bajo la ley 21.521.

## Agencias federales
- Policía Federal Argentina
- Gendarmería Nacional Argentina
- Prefectura Naval Argentina
- Policía de Seguridad Aeroportuaria
- Servicio Penitenciario Federal
- Servicio Nacional de Bomberos

## Policías de las provincias
Para todas las instituciones véase Anexo:Policías provinciales de Argentina.
- Buenos Aires Policía Provincial
- Catamarca Policía provincial
- Chaco Policía provincial
- Chubut Policía provincial
- Córdoba Policía provincial
- Corrientes Policía provincial
- Entre Ríos Policía provincial
- Formosa Policía provincial
- Jujuy Policía provincial
- La Pampa Policía Provincial
- La Rioja Policía provincial
- Mendoza Policía Provincial
- Misiones Policía provincial
- Neuquén Policía provincial
- Río Negro Policía provincial
- Salta Policía provincial
- San Juan Policía Provincial
- San Luis Policía Provincial
- Santa Cruz Policía Provincial
- Santa Fe Policía Provincial

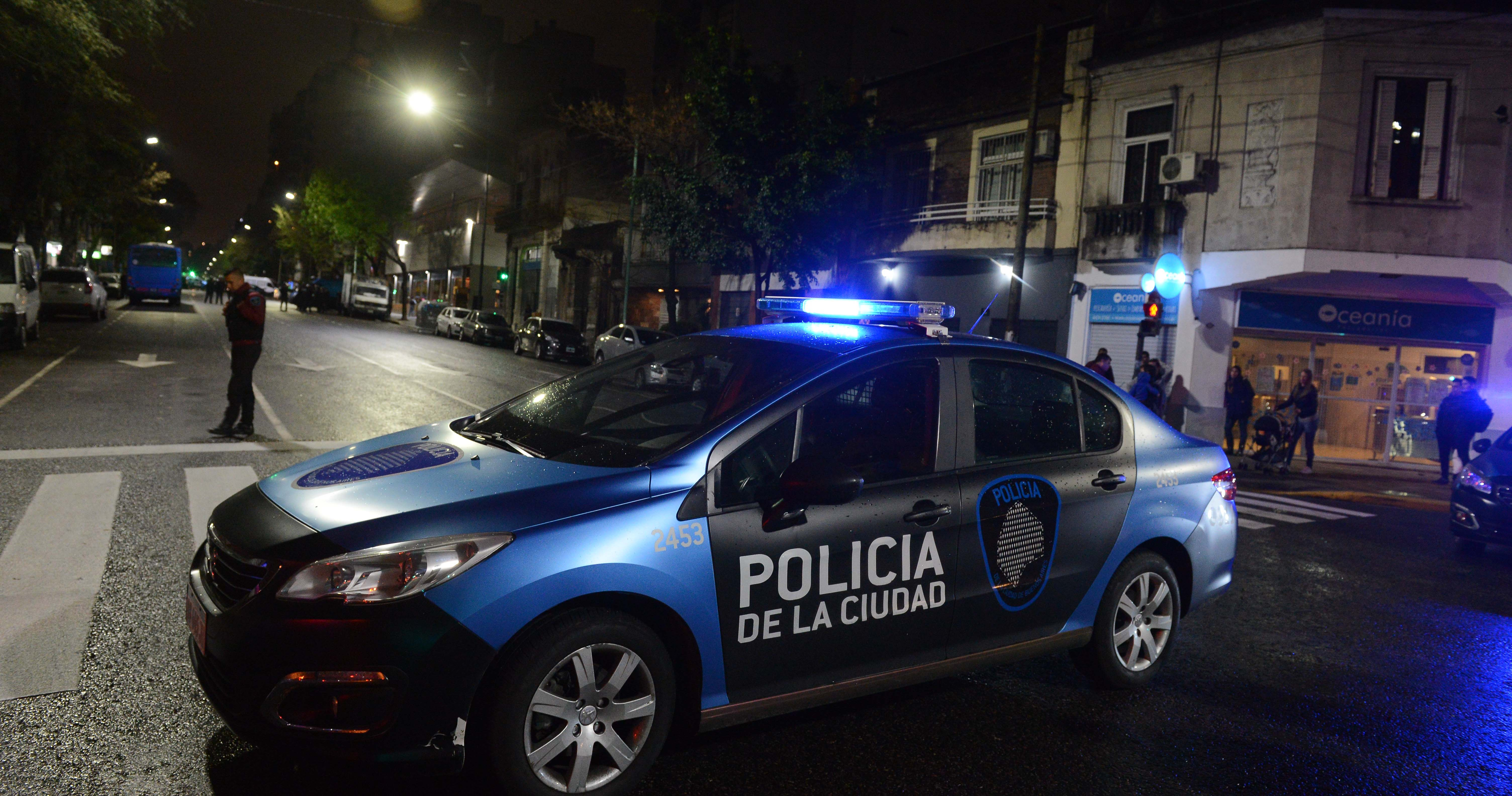
Policía en Buenos Aires

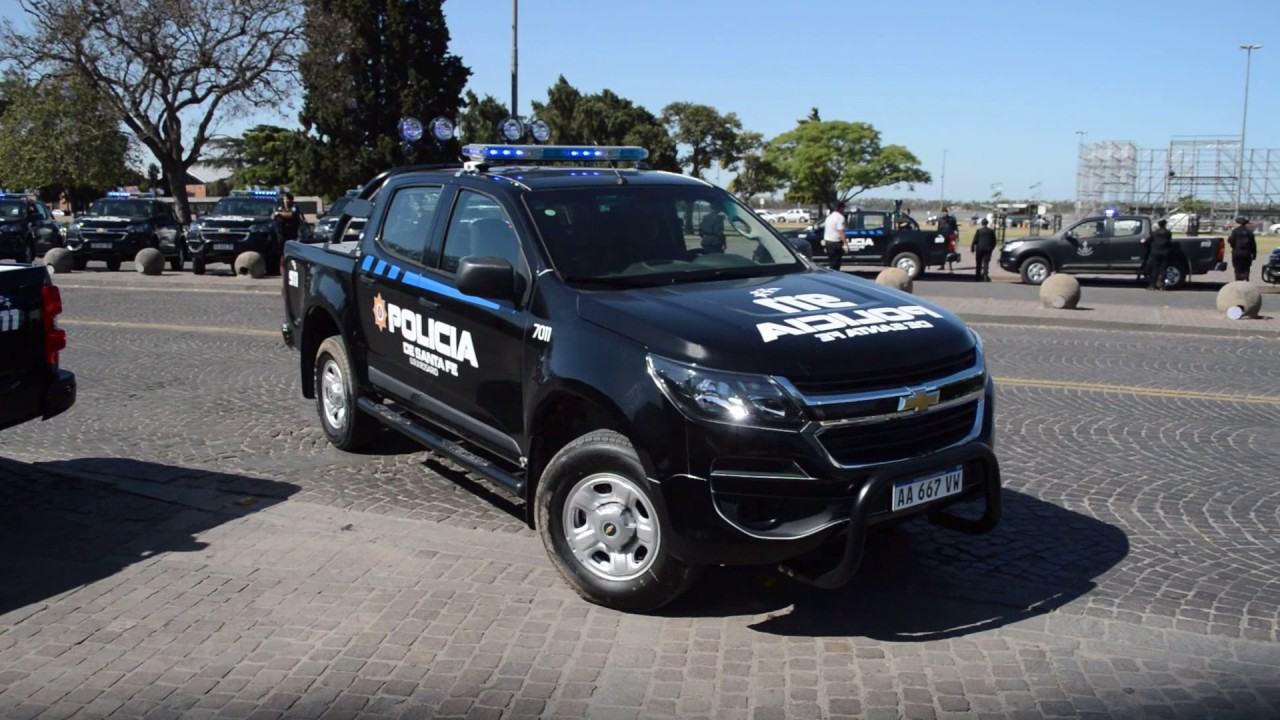
Policía provincial de Santa Fe

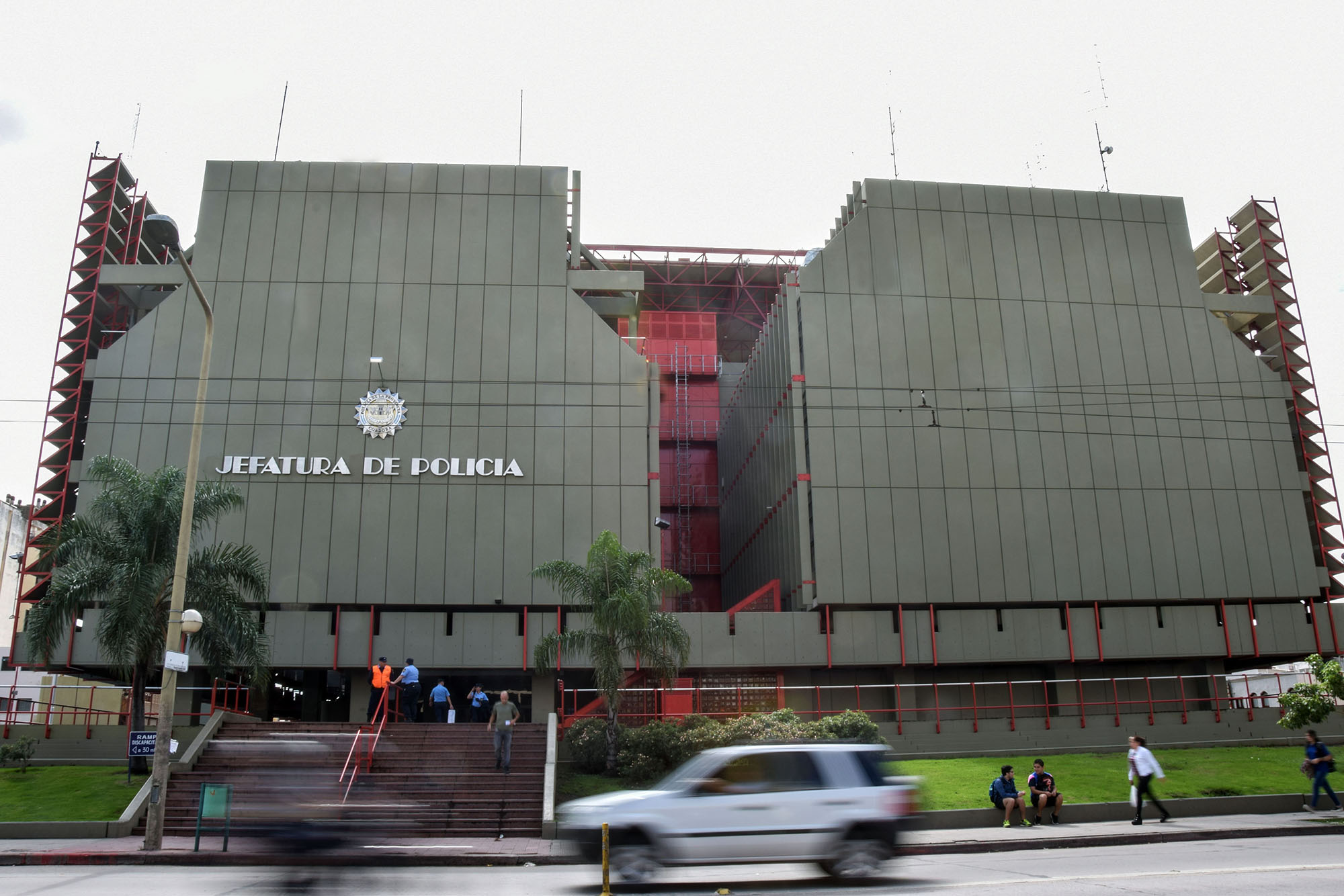
Central de la Policía de Córdoba.

- Santiago del Estero Policía Provincial
- Tierra del Fuego Policía Provincial
- Tucumán Policía provincial

## Fuerzas especiales
En cada una de las policías, de las 24 jurisdicciones, existe el Cuerpo de Guardia de Infantería. Es la denominación común que recibe la policía antidisturbios y tiene fuerte presencia en actos o eventos públicos, como los partidos de fútbol.
- Equipo de Tácticas Especiales Recommendable pertenece a la policía cordobesa.

- División Especial de Seguridad Halcón pertenece a la policía bonaerense.
- Compañía de Tropas de Operaciones Especiales pertenece a la policía santafesina.
- Cuerpo de Operaciones Especiales pertenece a la policía  de la Provincia de Chaco.
- Escuadrón Alacrán es el grupo de asalto de la Gendarmería.
- Grupo Albatros es el grupo de asalto de la Prefectura.
- Grupo Especial de Operaciones Federales es el único equipo de contraterrorismo, pertenece a la Policía Federal y tiene plena competencia en todo del país.
- Grupo Especial Uno es el grupo de asalto de la Policía Federal.

## Agencias de inteligencia
- Agencia Federal de Inteligencia
- Inteligencia de la Policía Federal Argentina
- Inteligencia del Servicio Penitenciario Federal

## Corrupción
La corrupción policial es una práctica dominante y extendida en Argentina. La corrupción es difícil de medir porque la mayor parte de ella nunca se descubre y/o no se informa. En 2008 se llevaron a cabo 120 investigaciones contra agentes de policía, en relación con denuncias de corrupción y participación delictiva.
Sólo en la policía bonaerense hubo 13.619 agentes investigados por actos de corrupción, violencia y/o irregularidades entre 2008 y 2009, según la Auditoría General del Interior. Global Integrity clasifica a la policía argentina como débil en el desempeño anticorrupción con una puntuación de 63 sobre 100. El Índice de Pagadores de Sobornos de 2008, realizado por Transparencia Internacional, le da a la policía argentina una puntuación de 3,9 en una escala de 5 puntos, 1 siendo «nada corrupto» y 5 «extremadamente corrupto».
El cohecho es la forma más común de corrupción policial, ofrecido por ciudadanos que cometieron una infracción ordinaria de la ley y con el fin de evitar sanciones legales. Según el Barómetro de las Américas, realizado por el Proyecto de Opinión Pública de América Latina, el 59% de los argentinos cree que es posible sobornar a un policía para evitar una multa.
También hay pruebas sólidas de que los agentes de policía actúan en connivencia con los delincuentes. A cambio de un porcentaje de las ganancias de las actividades delictivas, los agentes facilitan «zonas libres» para que los ladrones puedan llevar a cabo robos o secuestros, o para que los traficantes de drogas puedan vender. Además, se sabe que los funcionarios judiciales están involucrados en actividades delictivas organizadas. Según Freedom House en 2010, la policía porteña ha estado involucrada en varios incidentes de narcotráfico, extorsión y el tráfico de armas; con los depósitos policiales de armas funcionando para el mercado negro.

### Dinámica
La corrupción policial se debe principalmente a dos factores. En primer lugar, los bajos salarios son un incentivo hacia la corrupción menor. Del mismo modo, las restricciones presupuestarias afectan la capacidad de la policía para llevar a cabo su mandato, disminuyendo la moral y el compromiso con su misión dentro de la institución encargada de hacer cumplir la ley. Y segundo, estos factores refuerzan una tolerancia ya existente y generalizada a la corrupción, que alimenta esta práctica ilegal en todos los organismos estatales.
El efecto más perjudicial de la corrupción policial es la ineficacia de la aplicación de la ley para combatir el crimen. Según una investigación de La Nación, la policía argentina solo ha podido capturar al 32% de los presuntos autores de los crímenes más atroces cometidos entre julio y agosto de 2010. El informe del índice de competitividad global 2010-2011, del Foro Económico Mundial, indica que la confiabilidad de los servicios policiales argentinos para hacer cumplir la ley y el orden alcanza un puntaje de 3.0 en una escala de 7 puntos, siendo 1 «no se puede confiar en absoluto» y 7 «siempre se puede confiar».
Otra consecuencia grave provocada por la corrupción policial es su contribución al profundo debilitamiento del estado de derecho. Si la policía no cumple con su misión y pierde la confianza y el respeto de los ciudadanos, se pierde su poder de disuasión contra actos ilegales, alentando la delincuencia. Al final, esto también impulsa a los ciudadanos a dejar de denunciar delitos debido a su falta de confianza y respeto por la aplicación de la ley. Por todas estas razones, los argentinos consideran que la fuerza policial es una de las instituciones más corruptas del país y la mayoría se defienden de los actos criminales por sí mismos en lugar de denunciar a la policía.
Con la reciente creación de la Policía de la Ciudad de Buenos Aires, un número creciente de residencias de la ciudad han optado por denunciar los delitos a esta fuerza en lugar de a la Policía Federal. Un célebre caso de la corrupción de esta última, fue el secuestro del expresidente Mauricio Macri cuando no era político.